# Ngọc Lý, Hoa Liên

Vị trí tại Hoa Liên

Ngọc Lý (bính âm: Yùlǐ Zhèn) là một trấn (xã) của huyện Hoa Liên, tỉnh Đài Loan, Trung Hoa Dân Quốc (Đài Loan). Trấn nằm ở trung tâm của bờ biển miền đông Đài Loan và có địa hình thấp dần từ tây sang đông. Ngọc Lý có diện tích 252,3719 km², dân số vào tháng 8 năm 2011 là 26.550 người thuộc 8.887 hộ gia đình, mật độ cư trú đạt 105,2 người/km².